# Scott Fields
Scott Fields (Chicago, 30 september 1956) is een Amerikaanse jazzgitarist en componist van de creative jazz en de geïmproviseerde muziek.

## Biografie
Fields begon zijn carrière als autodidactische rockmuzikant in Chicago, maar hield zich daarna echter onder invloed van muzikanten van de Association for the Advancement of Creative Musicians bezig met de jazz. Later studeerde hij klassieke gitaar, jazzgitaar, compositie en muziektheorie. In 1970 was Fields mede-oprichter van het avant-gardejazz-trio Life Rhythms. Na de ontbinding van de formatie na twee jaar trok hij zich tijdelijk terug uit de muziekbusiness. Daarna werkte hij in Madison (Wisconsin) weer als muzikant en nam daarna tijdens de jaren 1990 albums op voor Music & Arts, Cadence Records en Delmark Records. Op zijn album 48 Motives werkten Marilyn Crispell en Joseph Jarman mee als gastmuzikanten. Als componist maakte Fields zich een naam met nummers als 48 Motives en 96 Gestures.
In de loop van zijn carrière werkte Fields bovendien met muzikanten als Hamid Drake, Jan Klare, Guerino Mazzola, Myra Melford, Larry Ochs, Jeff Parker, Matthias Schubert en Elliott Sharp. Tegenwoordig woont hij in Keulen en vormt hij een trio met Achim Tang en Paul Lytton en het String Feartet. Hij is ook lid van het Multiple Joy[ce] Orchestra.

## Discografie
- 1993: Running with Scissors (met Geoff Brady, Derek James, John Padden, Robert Stright; Geode)
- 1996: Disaster at Sea (met Vincent Davis, Matt Turner; Music & Arts Program of America)
- 1997: Five Frozen Eggs (met Marilyn Crispell, Hamid Drake, Hans Sturm; Music & Arts Program of America)
- 1997: Stephen Dembski's Sonotropism (met Marilyn Crispell, Larry Ochs, Matt Turner; Music & Arts Program of America)
- 1999: Dénouement (met Hamid Drake, Michael Zerang, Jeff Parker, Jason Roebke, Hans Sturm; Clean Feed Records)
- 2004: Jeff Parker & Scott Fields: Song Songs Song (Delmark Records)
- 2007: Scott Fields Ensemble We Were The Phliks (met Thomas Lehn, Matthias Schubert, Xu Fengxia; RogueArt)
- 2007: Beckett (met Matthias Schubert, John Hollenbeck, Scott Roller; Clean Feed Records)
- 2008: Bitter Love Songs (met Sebastian Gramss, João Lobo; Clean Feed Records)
- 2010: Scott Fields Ensemble Frail Lumber  (met Elliott Sharp, Mary Oliver, Axel Lindner, Jessica Pavone, Vincent Royer, Daniel Levin, Scott Roller; Not Two Records)
- 2011: Scott Fields Multiple Joyce Ensemble: Moersbow/OZZO (Clean Feed Records)
- 2011: Scott Fields & Matthias Schubert: Minaret Minuets (Clean Feed Records)
- 2013: Scott Fields / Jeffrey Lependorf: Everything is in the Instructions (Ayler Records)
- 2014: Scott Fields Feartet: Haydn (Between the Lines), met Elisabeth Fügemann en Axel Lindner
- 2015: Burning in Water, Drowning in Flame (New Atlantis) solo
- 2018: Scott Fields Ensemble: Barclay (Ayler Records)

- Gemeinsame Normdatei: 138797617
- International Standard Name Identifier: 0000 0000 7064 3475
- Library of Congress Control Number: no2009134204
- MusicBrainz: 6e8ecad7-f58d-44b5-ade9-c9b342401724
- Nationale Bibliotheek van Israël: 987007342091605171
- Nationale Bibliotheek van Polen: a0000002613125
- Virtual International Authority File: 9498391
- WorldCat: E39PBJmdqcVbbTtvwTKKwV6xjC